# شهرستان غیل باوزیر
ناحیهٔ غیل باوزیر (به عربی: مدیریة غیل باوزیر) یک ناحیه در یمن است که در استان حضرموت واقع شده‌است.
ناحیهٔ غیل باوزیر  ۴۸٬۸۳۱ نفر جمعیت دارد.